# Macrobiotus terricola
Macrobiotus terricola är en djurart som tillhör fylumet trögkrypare, och som beskrevs av Mihelcic 1949. Macrobiotus terricola ingår i släktet Macrobiotus och familjen Macrobiotidae. Inga underarter finns listade i Catalogue of Life.